# Aptesis alpicola
Aptesis alpicola là một loài tò vò trong họ Ichneumonidae.